# Ægishjálmur

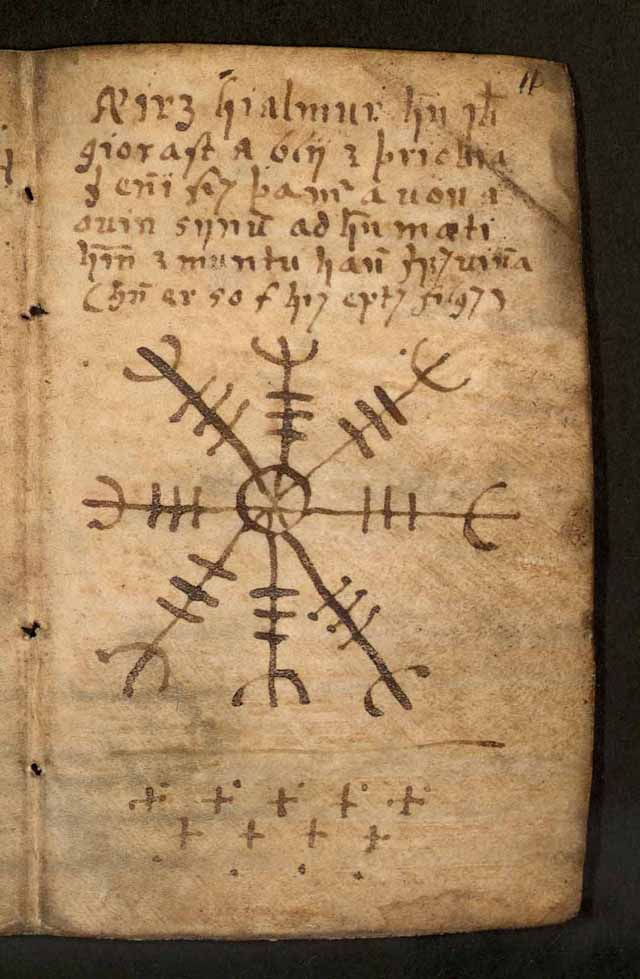
Symbol Ægishjálmur v islandském rukopisu

Ægishjálmur (islandsky, staroseversky Œgishjalmr) neboli Přilba hrůzy je název předmětu v severské mytologii a současně název magického znaku nalezeného na Islandu. V Sáze o Vølsunzích je to reálný hmotný předmět – skutečná přilba, kterou hrdina Sigurd získal z pokladu skoleného draka Fáfnira. Informaci, že přilba byla ve Fáfnirově vlastnictví, potvrzuje také píseň Reginsmál ve sbírce Codex Regius, s tím, že předmět vyvolává strach u živých tvorů. O tzv. Přilbě strachu se zmiňuje také eddická píseň Fáfnismál.
Poprvé je symbol zvaný Ægishjálmur doložen v islandském rukopisu Galdrakver („Knize zaříkávadel“) napsané v roce 1670. Spojitost mezi Ægishjálmurem středověké severské mytologie a stejnojmenným novověkým magickým symbolem je předmětem diskuzí. Znaku se přičítá ochranná funkce a obdobné vlastnosti jako má skutečná přilba z mytologie, totiž působit pocit hrůzy v řadách nepřátel ve prospěch jeho vlastníka.
Dnes kolují o tomto symbolu, který se nevyskytl dříve než je 17. století, zavádějící informace: má pocházet již z doby vikingů nebo souviset se starým severským náboženstvím (pohanstvím) a runami. Vikinští válečníci měli znak nosit se sebou do bitev, aby budili děs v řadách svých nepřátel apod., v podobě amuletu nebo vyobrazení na oděvu, případně jako tetování. Dnes je znak populárním motivem pro moderní tetování nebo ve šperkařství a nabízen obchodníky jako amulet v podobě přívěšku. Lze se s ním setkat také na akcích oživlé historie, například jako efektivní dekorace vikinských štítů apod. Tyto znaky sigilové magie, jakkoli mohou připomínat starověké runy, jsou nové a nepodařilo se jejich užití ve starší době prokázat.